# Loxilobus striatus
Loxilobus striatus är en insektsart som beskrevs av Hancock, J.L. 1915. Loxilobus striatus ingår i släktet Loxilobus och familjen torngräshoppor. Inga underarter finns listade i Catalogue of Life.